# 서식스 왕국
서식스 왕국(고대 영어: Sūþseaxna Rīce 수쓰새악스나 리체, 영어: Kingdom of Sussex) 또는 남색슨 왕국은 영국 앵글로색슨족의 7왕국 중 하나이다. 색슨족에 의한 브리튼 정복은 주트족에 의한 켄트의 정복 후, 엘라와 그 세 명의 아들에 의해 이루어졌다 한다. 「앵글로색슨 연대기」에 따르면 남색슨족은 477년 소수 군대로써 잉글랜드 남안에 상륙하여 점차 동방으로 진출하였고, 7세기 후반에는 켄트에 이어서 머시아의 종주권에 복종하였다. 그 때까지 그들은 이교를 믿었으나, 661년 왕이 세례를 받은 다음 점차 개종하기 시작하였다. 서식스 왕국의 수도는 웨스트서식스 치체스터였다.

## 참고 자료
- 이 문서에는 다음커뮤니케이션(현 카카오)에서 GFDL 또는 CC-SA 라이선스로 배포한 글로벌 세계대백과사전의 내용을 기초로 작성된 글이 포함되어 있습니다.